# Espelho Mágico
Espelho Mágico è una telenovela brasiliana in 150 episodi prodotta da Rede Globo, che la mandò in onda per la prima volta nel 1977.
Scritta e ideata da Lauro César Muniz, è diretta da Gonzaga Blota, Marco Aurélio Bagno e Daniel Filho. Quest'ultimo è anche interprete di João Gabriel, regista della telenovela Coquetel de Amor: Espelho Magico è infatti una "metanovela", ovvero una telenovela al cui interno ne è contenuta un'altra, primo caso nella storia della tv brasiliana . Di conseguenza numerosi attori interpretano due ruoli. Inoltre appare, nella parte di sé stessa, l'attrice olandese Sylvia Kristel, già affermatasi in tutto il mondo per aver interpretato una nota serie di film erotici.
Risulta inedita in Italia.

## Trame

### Espelho Mágico
Il drammaturgo e giornalista Jordão Amaral sta sceneggiando la telenovela Coquetel de Amor, la cui regia è affidata a João Gabriel. Per i ruoli dei protagonisti Ciro e Rosana vengono scelti gli attori veterani Diogo Maia e Leila Lombardi, ex moglie di Amaral, passata a nuove nozze proprio con Maia. Amaral, nonostante sia ora sposato con Norma Pelegrine, un'attrice che dopo anni di grande popolarità ha lasciato il mondo dello spettacolo, è intenzionato a riconquistare Leila, da qualche tempo in crisi con Diogo: forte dell'appoggio di Beatriz - la figlia nata dal matrimonio naufragato, che ha sempre desiderato vedere riunita la propria famiglia - imbastisce la trama con tutti gli elementi adatti per raggiungere il suo scopo. Norma, ignara dei maneggi del marito, matura improvvisamente il proposito di ritornare alla recitazione e ne parla con lui. Amaral decide allora di inserirla in Coquetel de Amor, dandole però un ruolo secondario. Tra gli altri attori selezionati, spiccano le figure di Cynthia Levy, ragazza giovane e ambiziosa, e l'ex pornostar Diana Queiroz, che intende ripulire la propria immagine.

### Coquetel de Amor
L'amore di Ciro e Rosana è messo alla prova dalla presenza della bella Débora, che torna dall'Europa il giorno in cui la coppia festeggia l'anniversario di matrimonio. Per ingelosire Ciro, Rosana si avvicina al tennista Roberto. Durante un viaggio, lo yacht di Ciro esplode in alto mare: l'uomo però è vivo e vegeto, avendo inscenato una finta morte.  Entra poi in scena il giovane Cristiano, che si innamora di Rosana, mentre Roberto, che è fidanzato con Camila, non sembra prendere in considerazione l'idea di rompere con lei.